# Бърз кредит
Бърз кредит (познат още като бърз заем, заем до заплата, малък заем без поръчител, кредит срещу лична карта) е финансов потребителски заем в рамките от няколкостотин до хиляда лева, отпускан за кратък период от време (най-често от 30 до 90 дни). 
Този вид финансова услуга е предлагана на заинтересовани физически лица от небанкови финансови институции. Бързите кредити в Република България са регулирани от Закон за потребителски кредит ЗПК

## Цел на услугата
Бързият кредит се предлага на потребители, които има спешна нужда от покриване на финансовите си нужди, като това могат да бъдат покриване на сметка, връщане на друга сума, почивка, закупуване на стоки, довършване на ремонт, поправка на уреди, автомобил, плащане на застраховки и друго. За всеки клиент целта на тази услуга може да е различна, но нейният основен характер е взимане на сума за кратък период, която трябва да се върне в съответния срок. Потребителят може да използва бързия кредит според своите лични нужди.

## Намиране на фирма за бърз кредит
За добър и информиран избор преди кандидатстване за бърз кредит е добре да се направи правилна справка за предлаганите услуги и условия на компаниите. Вариантите за кандидатстване са онлайн, офлайн в офис или чрез агент. Повече информация може да се открие чрез намиране на сайт на дадена фирма, търсене на адекватни мнения или сравнение на предлаганите фирми през специализирани сайтове по темата. Голяма част от фирмите имат официални уеб страници, в които има информация за услугата, параметри на кредита и контакти за връзка. Поради големият обем на български форуми може да се открият много различни мнения по темата.
Сравнението на услугите е най-практичния начин, особено когато може да се види и актуални промоции и оферти за този вид за кредит. В България има специализирани сайтове за сравнение на бързи кредити с актуална информация, които има опция и за индивидуално сравнение на фирмите. Независимо кой вариант е най-удобен за потребителя е важно добра информираност за услугата:
- какви са таксите и лихвите
- какви са условията при неплащане на вноските навреме
- всички актуални суми, които трябва да се платят за ползване на кредита

## Процес
В България съществуват два основни модела на кандидатстване и отпускане на бърз кредит.

### Онлайн
Това е най-разпространения начин за кандидатстване. Потребителят въвежда желаната сума и своите данни в уеб страницата на дадена банкова и небанкова финансова институция. Личните данни, които компаниите обикновено изискват за верификация са:
- три имена
- ЕГН
- лична карта
- финансов статус
- данни за контакт като телефон и/или имейл

След тази стъпка, данните се обработват от служители на компаниите, които правят справка за кандидатстващия в Националния Осигурителен Институт (НОИ) и в Централния Кредитен Регистър (ЦКР), където проверяват дали лицето е работи на трудов договор, дали плаща своите осигуровки и дали има кредитна задлъжнялост.
Справката се извършва в рамките на минути, след което клиента получава известие чрез SMS на своя мобилен телефон или с него се свързва служител на компанията за доуточняване на подробностите около кандидастването. Друг популярен вариент е клиента да получи известие на своя имейл, но при бърза нужда от пари телефонното обаждане е предпочитано.
Ако клиентът е одобрен за желаната сума, тя може да бъде получена още същия ден в посочена банкова сметка, в офис, в някои от клоновете на партньорите на компаниите или от кредитен консултант, който посещава клиента на място. Преди това клиентът и компанията сключват онлайн договор, който регулира правата и задълженията на двете страни. Ако клиентът има въпроси за договора може да зададе своите въпроси в онлайн чат форма, запитване по имейл или по телефона. Разбира се и посещаване на офис също е вариант, който може да се ползва. Онлайн вариантът е предпочитан поради редици причини като сравняване на услугите, спестяване на време от обикаляне на офиси, бързо получаване на отговор и други.

### Офлайн
За разлика от онлайн варианта, някои от компаниите предплагат възможността клиентите, които нямат достъп до интернет или предпочитат да посетят на място в офис компанията и да договорят своите условия, кандидатстване в офис, по телефон или чрез кредитен консултант. Този процес отнема повече време, в сравнение с онлайн варианта.
При кандидатстване чрез офлайн вариант, клиентът трябва да разполага минимум със същите документи като при онлайн варианта. Ако кандидатсващият е одобрен, желаната сума може да бъде получена на ръка в офис, чрез банков превод, чрез партньорски клон или чрез кредитен консултант. Отново клиентът е длъжен да сключи договор с небанковата финансова институция, при която кандидатства за своя заем, в който са регулирани условията, правата и задълженията на двете страни.
Начини за получаване и връщане на кредит
Сред ползваните варианти могат да се срещнат опции:
- банков превод
- плащане на каса EasyPay
- плащане в брой
- картово плащане
- превод през ePay.bg
- пощенски запис и други

## Лихви и стойност на кредита
През 2014 г. по предложение на депутати от Народното събрание са гласувани промени в Закона за потребителски кредит, в частта му, отнасяща се до бързите кредити и от 23 юли 2014 г. те са факт. Промените имат за цел да установят и прекратят лошите практики в този сектор за прекомерно големи лихви и такси по кредита, с което той става трудно издължим и потребителите попадат във финансова спирала на задлъжнялост.
Основната промяна се отнася към поставянето на таван на Годишния Процент на Разходите (ГПР), който след 23 юли не може да надхвърля пет пъти размера на законната лихва по просрочени задължения по кредита. Към 2014 г. тази лихва е около 10% на годишна база, следователно ГПР не може да надвишава 50% от главницата по кредита.
Годишният процент на разходите обозначава и обхваща всички лихви по кредита, такси и комисионни, които се отнасят към кредита и е базиран на формула, предвидена от закона в ЗПК. Разходите, които не са включени в ГПР, са тези, които потребителят заплаща при неизпълнение на задълженията си по договора за бърз кредит, който е сключил с небанкованата финансова институция. Тези разходи могат да бъдат съдебни или разходи за принудително събиране на кредита; разходи, различни от покупната цена на стоката или услугата, финансирана със заема, които потребителят дължи, независимо дали плащането се извършва в брой или чрез кредит; разходи за отваряне и управление на сметка във връзка с договора за потребителски кредит; разходи за използване на платежен инструмент, позволяващ извършването на плащания, свързани с усвояването или погасяването на кредита.
Други разходи, свързани с извършването на плащанията, ако откриването на сметката не е задължително и разходите, свързани със сметката, са посочени отчетливо и според закона с ясен и четлив шрифт в договора за кредит или в друг договор, сключен с потребителя.